# ガブリエル・ギフォーズ
ガブリエル・ディー・ギフォーズ（英語: Gabrielle Dee Giffords、1970年6月8日 - ）は、アメリカ合衆国の政治家、実業家。アリゾナ州選出連邦下院議員（ピマ郡、ピナル郡、サンタクルス郡）、同州上院議員及び下院議員を歴任した。民主党指導者会議のメンバーで新民主党グループに所属していた。また彼女は中道的だったため、ブルー・ドッグと呼ばれる穏健派グループメンバーであった。ユダヤ教改革派の信徒である。2022年7月7日にはアメリカ合衆国で文民に贈られる最高位の勲章である大統領自由勲章を受章した。

## 経歴

### 誕生から大学院修了まで
1970年6月8日にアリゾナ州ツーソンで誕生した。彼女はユダヤ教徒の父親とキリスト教徒の母親という宗教的に混交した家庭環境で育った。祖父はリトアニアからアメリカへ移住したユダヤ人であった。ツーソンの地元高校を卒業後はスクリプス大学へ進学し、社会学とラテンアメリカ史の分野で学士号（Bachelor of Arts）を取得して卒業した。その後、メキシコでフルブライト奨学生として1年間過ごした。その後、1996年にコーネル大学大学院で地域開発計画分野の修士号を取得した。研究はアメリカ合衆国とメキシコの関係に関するものであった。大学院修了後にニューヨーク市のプライスウォーターハウスで地域経済開発の専門家として勤務した。

### 政界入り
2001年から2003年までアリゾナ州下院議員を務め、2005年まではアリゾナ州上院議員を務めた。2006年11月の中間選挙ではアリゾナ州第6区で共和党のジム・コルビーに勝利した。2007年にアメリカ海軍大尉の宇宙飛行士であるマーク・E・ケリーと結婚した。

### 銃撃事件
2011年1月8日にアリゾナ州ツーソンでジャレッド・リー・ロフナーによる発砲事件により、頭部を撃たれて重体となる。犯人のロフナーがなぜ銃を乱射したのかは、本人が黙秘しているためによく分かっていないが、ロフナーは政府に不満があると発言していた。また、2010年の中間選挙でギフォーズの事務所へ頻繁に嫌がらせをしていたと言う。さらに、ロフナーは軍に志願したが認められなかったことへの憤りや、以前から犯罪歴があり、精神的な不安定からマインドコントロール（ナチスや共産主義思想の本を愛読していたと言う）に関心を持っていたことから、ロフナーは精神的な問題を抱えていた可能性があるという。
この発砲事件に関連して、大統領選挙で元副大統領候補であった共和党のアラスカ州のサラ・ペイリン前州知事が、2010年の選挙の際に「再装弾（リロード）せよ！」とツイッターで発言したり、選挙戦対抗馬を表すターゲットマップとしてギフォーズを含む民主党候補をライフルの的でフェイスブックに表現していた（その後、ギフォーズは事務所のガラスを割られたり、脅迫を受けるようになった）ことが、この事件に繋がったのではないかと議論されている。ペイリンは、事件後直ちに「再装弾せよ！」ツイート、標的マップを削除している。
ギフォーズは銃規制反対派であり、ワシントンD.C.の銃規制法令にも反対していた。個人でグロック社製の銃も所持している。しかし、ギフォーズは全米ライフル協会（NRA）から「D+」の評価があり、米国銃所有者協会（GOA）からは「D-」の評価だった（アリゾナ州は全米でもアラスカ州・バージニア州などと並んで銃規制が最も弱い州の1つである）。
なお、ギフォーズは銃容認などが一部の左派からも批判対象となっており、特に同党のナンシー・ペロシ議長との対立後はそれが顕著だった。ペイリンを銃撃事件の扇動者として批判していた左派有名サイトの「デイリー・コス」もペイリンと同様の「標的マップ」を2008年の選挙で掲載し、しかも左派の立場からギフォーズを「標的」としていたことが後に分かって議論を呼んだ。

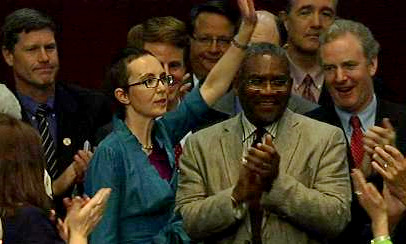
事件後初登院するギフォーズ

6月16日、銃撃の傷が癒えたため、リハビリ先の病院を退院した。今後はテキサス州の自宅で24時間看護を受けながら通院治療に専念するとしている。8月1日、アメリカ債務上限引き上げ法案の採決を行うため、事件後初めて下院本会議に出席した。議場では民主・共和党の議員らから復帰を祝福され、彼女も同僚議員の肩を抱くなどして感謝の意を示した。なお、採決では賛成票を投じた。2012年1月25日、回復を最優先してリハビリに専念するため下院議員を辞職した。
頭部負傷から復帰を果たしたギフォーズの不屈の闘志と「苦難を克服して勝利する資質」を称えて、2012年2月10日にアメリカ海軍は新造のインディペンデンス級沿海域戦闘艦に『ガブリエル・ギフォーズ』と命名することをレイ・メイバス海軍長官の名で発表した。
ギフォーズを銃撃して6人を射殺したロフナーは、司法取引を経て2012年11月8日にニューヨークの連邦地方裁判所で終身刑を言い渡された。
かねてより銃規制反対派であったが、事件後は銃規制について理解・共感を示すようになり、公聴会にて「あまりにも多くの子供たちが犠牲になっている。議会の行動を望む」と発言している。
ギフォーズと夫のケリーは、2013年1月8日に「責任ある解決策を求めるアメリカ人」を設立した。

## 政策
- 太陽エネルギー政策を熱心に説いている。
- 妊娠中絶規制に反対し、中絶権利擁護派のNARAL（英語版）から評価を得ている。
- 不法移民対策に熱心で、メキシコとの国境に州兵の沿岸警備隊の配置を主張している。その一方でアリゾナ州で可決された不法移民の取り締まり強化のための移民法に関しては異を唱えていた。
- オバマ大統領が提唱する国民皆保険法案（オバマケア）に賛成票を投じている。
- イラク戦争には反対しているが、テロとの戦いでのアフガニスタンへのアメリカ軍派兵は支持している。
- ユダヤ系であるため親イスラエルの姿勢だが、対立しているイスラエルとパレスチナ双方がもっと対話するべきだとも主張している。